# USS Sigourney (DD-81)
USS Sigourney (DD–81) là một tàu khu trục thuộc lớp Wickes của Hải quân Hoa Kỳ trong giai đoạn Chiến tranh Thế giới thứ nhất. Nó là chiếc tàu chiến đầu tiên của Hải quân Hoa Kỳ được đặt tên theo vị sĩ quan Hải quân James Butler Sigourney. Nó được chuyển cho Hải quân Hoàng gia Anh Quốc vào đầu Chiến tranh Thế giới thứ hai, được đổi tên thành HMS Newport và đã phục vụ cho đến tháng 1 năm 1945.

## Thiết kế và chế tạo
Sigourney được đặt lườn vào ngày 25 tháng 8 năm 1917 tại xưởng tàu của hãng Fore River Shipbuilding Company ở Quincy, Massachusetts. Nó được hạ thủy vào ngày 16 tháng 12 năm 1917, được đỡ đầu bởi Bà Granville W. Johnson, và được đưa ra hoạt động vào ngày 15 tháng 5 năm 1918 dưới quyền chỉ huy của Hạm trưởng, Trung tá Hải quân W. N. Vernon.

## Lịch sử hoạt động

### Hải quân Hoa Kỳ
Vào ngày 27 tháng 5 năm 1918, Sigourney khởi hành từ Hoa Kỳ hộ tống một tàu vận tải chuyển quân đến Pháp. Khi đi đến Brest, nó được đặt dưới quyền chỉ huy của Tư lệnh Lực lượng Hải quân tại Pháp; và trong suốt thời gian còn lại của Chiến tranh Thế giới thứ nhất, nó hộ tống các đoàn tàu vận tải đi qua vùng bị tàu ngầm đối phương đe dọa, khoảng 500 dặm về phía Tây Brest. Trong hầu hết các chuyến đi, Sigourney là soái hạm của lực lượng hộ tống, nhưng bản thân nó chưa hề đụng độ với tàu ngầm Đức.
Sau khi đạt thỏa thuận Đình chiến với Đức vào ngày 11 tháng 11, nó thực hiện nhiều nhiệm vụ khác nhau tại các vùng biển Châu Âu, trong đó có vai trò soái hạm của lực lượng bốn tàu khu trục vào đầu tháng 12 đã hộ tống cho chiếc George Washington trong chặng giữa của hành trình đưa Tổng thống Woodrow Wilson từ Hoa Kỳ sang Pháp dự Hội nghị Hòa Bình Versailles. Sigourney khởi hành từ Brest quay trở về Hoa Kỳ vào ngày 26 tháng 12 năm 1918, về đến Boston vào ngày 8 tháng 1 năm 1919. Sau khi được đại tu tại Boston và thực hiện một lượt huấn luyện mùa Hè tại Newport, chiếc tàu khu trục được đưa về tình trạng dự bị tại Philadelphia vào ngày 1 tháng 11 năm 1919, và được cho xuất biên chế tại đây vào ngày 26 tháng 6 năm 1922.

### Hải quân Hoàng gia Anh
Sigourney được cho hoạt động trở lại tại Philadelphia vào ngày 23 tháng 8 năm 1940 và lên đường đi Halifax, Nova Scotia. Tại đây vào ngày 26 tháng 11, nó được cho xuất biên chế và được chuyển cho một đội bảo trì và sửa chữa Canada. Được đưa vào biên chế Hải quân Anh như là chiếc HMS Newport vào ngày 5 tháng 12 như một phần của thỏa thuận Đổi tàu khu trục lấy căn cứ. Tên Sigourney được rút khỏi danh sách Đăng bạ Hải quân Hoa Kỳ vào ngày 8 tháng 1 năm 1941.
Sau khi được sửa chữa động cơ tại Anh, Newport hoạt động trong vai trò hộ tống vận tải như một đơn vị của lực lượng Hải quân Hoàng gia Na Uy lưu vong từ tháng 3 năm 1941 đến tháng 6 năm 1942. Sau khi được hoàn trả cho Anh và được sửa chữa, nó phục vụ như một mục tiêu huấn luyện máy bay từ tháng 6 năm 1943 cho đến khi được đưa về lực lượng dự bị vào tháng 1 năm 1945. Newport bị tháo dỡ tại Granton, Scotland vào ngày 18 tháng 2 năm 1947.